# Wildgroei
Wildgroei is een Nederlandse film uit 1994. De film heeft als internationale titel It Will Never Be Spring. De film werd opgenomen in het circuit van Semaine de la Critique in Cannes.

## Verhaal
Lin begint een relatie met de rijke uitgever Emiel. Ze is erop uit om een machtsspel te spelen en hem vele guldens lichter te maken. Waar Lin niet op gerekend had, is dat Emiel ook haar zuster Maro in de relatie meeneemt, waardoor er een groot machtsspel binnen had drietal moet worden uitgespeeld.

## Rolverdeling
| Acteur            | Personage      |
| ----------------- | -------------- |
| Thom Hoffman      | Emiel Lombardo |
| Hilde van Mieghem | Lin Lammerse   |
| Ellen ten Damme   | Maro Lammerse  |